# نادي الزوجات الأولى
نادى الزوجات الأولى (بالإنجليزية: The First Wives Club)‏ هو فيلم كوميدي أمريكي من إخراج هيو ويلسون مبني على رواية تحمل نفس الاسم للكاتبة أوليفيا جولدسميث، الفيلم من بطولة بيت ميدلر، غولدي هاون، ديان كيتون، ماغي سميث، دان هداية وبرونسون بينشوت، صدر الفيلم في 20 سبتمبر 1996.

## روابط خارجية
- نادى الزوجات الأولى على موقع IMDb (الإنجليزية)
- نادى الزوجات الأولى على موقع ميتاكريتيك (الإنجليزية)
- نادى الزوجات الأولى على موقع روتن توميتوز (الإنجليزية)
- نادى الزوجات الأولى على موقع نتفليكس (الإنجليزية)
- نادى الزوجات الأولى على موقع قاعدة بيانات الأفلام العربية
- نادى الزوجات الأولى على موقع ألو سيني (الفرنسية)
- نادى الزوجات الأولى على موقع Turner Classic Movies (الإنجليزية)
- نادى الزوجات الأولى على موقع أول موفي (الإنجليزية)
- نادى الزوجات الأولى على موقع بوكس أوفيس موجو (الإنجليزية)
- نادى الزوجات الأولى على موقع فيلمافينيتي (الإسبانية)

لم يتم العثور على روابط لمواقع التواصل الاجتماعي.